# Kouvola
Kouvola je město na jihu Finska. Je největším (jak rozlohou, tak i obyvatelstvem) městem provincie Kymenlaakso. Městem protéká řeka Kymijoki.
Do roku 1743 byla Kouvola součástí Finska spravovaného Švédskem. Po podepsání smlouvy z Turku v roce 1743 přešla pod Ruské impérium. V roce 1812 byla opětovně přičleněna k finskému velkoknížectví. V roce 2009 byly ke Kouvole připojeny obce Anjalankoski, Kuusankoski, Elimäki, Jaala a Valkeala. Kouvola je významným dopravním uzlem a buduje se zde terminál Kouvola RRT.
Město bylo střediskem papírenského průmyslu, jeho útlum vedl k poklesu počtu obyvatel. Průmyslová lokalita Verla je od roku 1996 zapsána na seznam Světového dědictví. Nachází se zde také velký zábavní park Tykkimäki. Sídlo městského úřadu, které v roce 1968 navrhli Juha Leiviskä a Bertel Saarnio, zvítězilo v anketě o nejkrásnější radnici ve Finsku.
V Kouvole sídlí hokejový klub KooKoo a basketbalový klub Kouvot. Z městské části Myllykoski pochází fotbalový mistr Finska z roku 2005 Myllykosken Pallo-47.

## Rodáci
- Juhani Aaltonen (* 1935), jazzový hudebník
- Arto Bryggare (* 1958), atlet
- Niilo Halonen (* 1940), skokan na lyžích
- Tommi Nikunen (* 1973), trenér skokanů na lyžích
- Toni Gardemeister (* 1975), jezdec rallye
- Ville Nousiainen (* 1983), běžec na lyžích
- Sami Kaartinen (* 1979), lední hokejista
- Ari Koivunen (* 1984), zpěvák
- Hannu Salama (* 1936), spisovatel
- Niki Sirén (* 1976), lední hokejista